# Kepsansaaret
Kepsansaaret är en ö i Finland. Den ligger i sjön Konnivesi och i kommunerna Itis och Heinola i den ekonomiska regionen  Kouvola ekonomiska region  och landskapet Kymmenedalen, i den södra delen av landet, 130 km nordost om huvudstaden Helsingfors. Öns area är 0,5 hektar och dess största längd är 100 meter i sydöst-nordvästlig riktning.